# Río Silvaboa
El río Silvaboa es un río del noroeste de la península ibérica que discurre por el municipio de Piñor, dentro de la comarca de Carballino, provincia de Orense, en Galicia. Se destaca por su ruta de senderismo, la cual es circular y contiene elementos como molinos en ruinas, antiguas curtidurías, fuentes y lavaderos.